# Попко Сергій Миколайович
Сергі́й Микола́йович Попко́ (нар. 13 лютого 1961, Київ, УРСР) — український військовик, генерал-полковник Збройних Сил України. Командувач Сухопутних військ України (2016—2019). Начальник Київської міської військової адміністрації (2022—2024).

## Життєпис
Народився 13 лютого 1961 року в місті Києві.
Військову освіту здобув у Київському вищому загальновійськовому командному училищі.
З вересня 2011 року по липень 2012 року очолював 13-й армійський корпус.
24 серпня 2012 року присвоєно військове звання генерал-лейтенанта.
До березня 2016 року очолював Головний командний центр Генштабу Збройних Сил України, був в.о. командувача Об'єднаного оперативного командування Збройних Сил України.
З березня 2016 — Командувач Сухопутних військ України.
5 грудня 2017 року присвоєно військове звання генерал-полковника.
5 серпня 2019 — звільнений з посади Командувача Сухопутних військ Збройних Сил України.
20 серпня 2019 року — призначений на посаду головного інспектора Міністерства оборони України.
7 травня 2020 року звільнений з військової служби у запас.
21 жовтня 2022 року Президент України Володимир Зеленський призначив Сергія Попка начальником Київської міської військової адміністрації. Як голова КМВА та співголова так званої "Ради оборони Києва" є відповідальним за ухвалення контраверсійного рішення про зупинку громадського транспорту у м. Києві під час повітряних тривог.
31 грудня 2024 року, згідно Указу Президента України, генерал-полковника Сергія Попка звільнено з посади начальника Київської міської військової адміністрації.

## Нагороди
- Орден Богдана Хмельницького II ст. (24 серпня 2013) — за вагомий особистий внесок у захист державного суверенітету, забезпечення конституційних прав і свобод громадян, зміцнення економічної безпеки держави, високопрофесійне виконання службового обов'язку та з нагоди 22-ї річниці незалежності України[11]
- Орден Богдана Хмельницького III ст. (23 травня 2008) — за вагомий особистий внесок у справу підтримання миру і стабільності у різних регіонах світу, зміцнення міжнародного авторитету Української держави та з нагоди Міжнародного дня миротворців ООН[12]
- Медаль «За військову службу Україні» (19 серпня 1998) — за зразкове виконання військового обов'язку, досягнення високих показників у бойовій і професійній підготовці та з нагоди 7-ї річниці незалежності України[13]